# 675 v. Chr.
Portal Geschichte | Portal Biografien | Aktuelle Ereignisse | Jahreskalender | Tagesartikel

◄ |
8. Jahrhundert v. Chr. |
7. Jahrhundert v. Chr. |
6. Jahrhundert v. Chr. |
►

◄ | 690er v. Chr. | 680er v. Chr. | 670er v. Chr. | 660er v. Chr. |
650er v. Chr. |
►

◄◄ | ◄ | 678 v. Chr. | 677 v. Chr. | 676 v. Chr. | 675 v. Chr. |
674 v. Chr. |
673 v. Chr. |
672 v. Chr. |
► |
►►

## Ereignisse

### Politik
- 6. Regierungsjahr des assyrischen Königs Asarhaddon (675 bis 674 v. Chr.): Truppen des elamitischen Königs Humban-Haltaš II. überfallen und plündern Sippar.

### Wissenschaft und Technik
- 6. Regierungsjahr des assyrischen und babylonischen Königs Asarhaddon: Im babylonischen Kalender fällt das babylonische Neujahr des 1. Nisannu auf den 30.–31. März[1]; der Vollmond im Nisannu auf den 12.–13. April[1] und der 1. Tašritu auf den 23.–24. September[1].[2]

## Gestorben
- 5. Regierungsjahr des assyrischen Königs Asarhaddon: Im Monat März (Addaru) stirbt König Sanduarri von Kundu; anschließend wird sein Kopf nach Assyrien gebracht.
- 6. Regierungsjahr des assyrischen Königs Asarhaddon: Am 31. August[1] (7. Ululu: 30.–31. August[1]) stirbt Humban-Haltaš II. nach fünfjähriger Regierungszeit plötzlich in seinem Königspalast.